# Zombusiness
Zombusiness — студийный альбом московской рэп-группы «DotsFam», являющейся логическим продолжением коллектива «Многоточие». Издан в 2009 году.

## Об альбоме
Zombusiness записывался с 2007 по 2009 год на студии DFR, в составе Руставели, Краснодеревщика, Димона, Нелегала, Тюхи и Гнома.
В конце 2007 года коллектив объявил о начале работы над альбомом «Zombusiness». Изначально релиз был намечен на осень 2008 года, однако отъезд Нелегала из России в Грузию и начавшаяся в августе этого же года война между этими странами приостановила работу над альбомом. В начале 2009 года коллектив «DotsFam» вновь приступил к записи «Zombusiness», и уже 15 сентября релиз альбома состоялся.

## Рецензии
Альбом "Zombusiness" угрюм и почти беспросветен. Это анти-easy-listening, требующий внимательного и неоднократного прослушивания. Музыкально он способен мутировать от эверластовского гитарного бреньканья ("Революция") до жутковато жужжащих синтов то ли из кранка, а то ли из грайма (буквально следующий трек "Фонарики"). На любую из этих музподкладок одинаково легко ложатся стихи, которые знатоки отечественных рэп-баталий находят простоватыми и недостаточно изысканными с "технической" точки зрения. На этих двух константах (необычно по музыке + немодно по текстам) строится стиль.
 — пишет Андрей Никитин на сайте Rap.ru

## Список композиций
| №   | Название                           | Текст песни                                   | Музыка                                    | Длительность |
| --- | ---------------------------------- | --------------------------------------------- | ----------------------------------------- | ------------ |
| 1.  | «Борьба»                           | Руставели, Нелегал, Краснодеревщик            | Димон                                     | 3:14         |
| 2.  | «Сундук Мертвеца»                  | Руставели, Нелегал, Краснодеревщик, Димон     | Руставели, Нелегал, Краснодеревщик, Димон | 3:57         |
| 3.  | «Трумэн»                           | Руставели, Гном                               | Димон                                     | 3:32         |
| 4.  | «Вынос City»                       | Краснодеревщик                                | Димон                                     | 2:12         |
| 5.  | «Главные Вещи»                     | Руставели, Нелегал, Краснодеревщик            | Димон, Нелегал                            | 3:54         |
| 6.  | «Freestyle от Дыма»                | Димон                                         | Димон                                     | 0:53         |
| 7.  | «Революция»                        | Руставели, Нелегал, Димон                     | Капус, Димон                              | 3:50         |
| 8.  | «Фонарики»                         | Руставели, Гном                               | Капус, Димон                              | 4:10         |
| 9.  | «Обострение (skit)»                | Краснодеревщик                                | Краснодеревщик; битбокс: Sharp SFX        | 0:46         |
| 10. | «На самом деле»                    | Димон                                         | Димон                                     | 1:46         |
| 11. | «Грех И...»                        | Руставели, Краснодеревщик, Нелегал            | Димон                                     | 3:49         |
| 12. | «А ты хочешь?»                     | Димон, Гном, Руставели                        | Димон                                     | 3:49         |
| 13. | «Соль Ирана»                       | Руставели, Нелегал, Краснодеревщик            | Димон                                     | 3:20         |
| 14. | «Оглянись»                         | Руставели                                     | Димон, Руставели                          | 3:07         |
| 15. | «Фильм Боль» (при уч. WhiteHotIce) | Руставели, Краснодеревщик; вокал: WhiteHotIce | Капус                                     | 2:42         |
| 16. | «Как Сейчас (skit)»                | Руставели                                     | Нелегал                                   | 1:09         |
| 17. | «Dust-Свет»                        | Руставели, Нелегал, Краснодеревщик            | Димон                                     | 6:27         |

## Над альбомом работали
Музыка
Димон (для 1, 2, 3, 4, 5, 6, 7, 8, 10, 11, 12, 13, 14 и 17 дорожек)
Руставели (для 2 и 14 дорожек)
Нелегал (для 2, 5 и 16 дорожек)
Краснодеревщик (для 2 и 9 дорожек)
Капус (для 7, 8 и 15 дорожек)
Денвер (для 8 дорожки)
Гитара
Тюха (для 11 и 13 дорожек)
Битбокс
Sharp SFX (для 9 дорожки)
Вокал
WhiteHotIce (для 15 дорожки)
Слова
Руставели (для 1, 2, 3, 5, 7, 8, 11, 12, 13, 14, 15, 16 и 17 дорожек)
Краснодеревщик (для 1, 2, 4, 5, 9, 11, 13, 15 и 17 дорожек)
Нелегал (для 1, 2, 5, 7, 11, 13 и 17 дорожек)
Димон (для 2, 6, 7, 10 и 12 дорожек)
Гном (для 3, 8 и 12 дорожек)
Аранжировка
Димон
Капус (для 7, 8 и 15 дорожек)
Денвер (для 8 дорожки)
Сведение и мастеринг
Димон
ДизайнДимон, Тюха, Руставели
Фото
Леонид Сорокин

## Интересные факты
- В предварительном списке композиций присутствовал скит «Достоевский», однако в окончательный вариант не попал. Хотя его можно услышать в семплере альбома.[3]
- Группа планировала снять видеоклип на композицию «Грех и…»[4].
- В конце заключительного трека альбома присутствует короткий скит.